# Arthropodium candidum
Arthropodium candidum är en sparrisväxtart som beskrevs av Étienne Fiacre Louis Raoul. '
Arthropodium candidum ingår i släktet Arthropodium och familjen sparrisväxter. Inga underarter finns listade i Catalogue of Life.